# シンフェロポリ
シンフェロポリ、シンフェローポリ（ウクライナ語:Сімферополь, [sʲimfeˈrɔpɔlʲ] シムフェローポリ、ロシア語:Симферополь, [sʲɪm⁽ʲ⁾fʲɪˈropəlʲ] シムフィローパリ、クリミア・タタール語:Акъмесджит アクメスジト）は、クリミア半島にある都市。シムフェロポリ、シムフェローポリとも（長音符の有無は、アクセント位置を表すか否かの問題によるもの）。
行政区画ではシンフェロポリ基礎自治体（自治共和国ではウクライナ語: Сімферопольська міськрада, ロシア語: Симферопольский городской совет、共和国ではロシア語: городской округ Симферополь, ウクライナ語: міський округ Сімферополь）の中心地であり、同市のほかに複数の地区・都市型集落を含む。基礎自治体全体の面積は102平方キロメートル、人口は361,980人（2019年推定）。一方シンフェロポリ市のみの場合は面積89.2平方キロメートル、人口338,319人（2014年推定）。

## 名称
クリミア・ハン国時代には、「白いモスク」を意味するアクメスジト（またはアクメチェット）という名前で呼ばれていたが、1784年にクリミア・ハン国が滅亡し、クリミアがロシア帝国に併合されると、ギリシア語で「有用な都市」を意味する（Συμφερόπολις）」（スュンフェロポリス）に由来するシンフェロポリに改称された。

## 歴史
クリミア・ハン国時代は、商業都市として栄えた。現在の市域は、このクリミア・ハン国時代の都市を直接の起源としている。1784年に、クリミアがロシア帝国に併合されると、シンフェロポリは、新設されたタヴリダ県の首都となった。
クリミア戦争中はロシア軍の後方支援基地とされ、多くの傷痍兵を収容した。市内の墓地には30,000名以上の兵士が葬られている。
十月革命後の内戦では、シンフェロポリは白軍・ロシア軍のヴラーンゲリ将軍の拠点となった。シンフェロポリは、1920年11月13日に赤軍に奪取され、翌1921年10月18日に新設された「クリミア自治ソビエト社会主義共和国」の首都とされた。
第二次世界大戦では、1941年11月1日から1944年4月13日まで、ドイツ軍による占領下に置かれ、シンフェロポリだけで22,000人を超える住民が死亡した。赤軍による奪還後、クリミア・タタール人の強制移住が行われ、シンフェロポリからも全てのクリミア・タタール人が追放された。
1954年4月26日に、ペレヤースラウ条約300周年を記念してクリミアがロシア・ソビエト連邦社会主義共和国からウクライナ・ソビエト社会主義共和国に帰属変更となり、シンフェロポリもウクライナの都市となった。
ソ連邦の崩壊後、シンフェロポリはウクライナ内のクリミア自治共和国の首都となった。
2014年2月、ウクライナの首都キエフにて2014年ウクライナ騒乱が発生して親EU寄りの政権樹立が模索されると、ロシア系住民の多いクリミア地方では、シンフェロポリを中心にロシアに求心力を求めるデモが発生するようになった。同月27日には、政府庁舎と議会が武装集団によって占拠され、ロシアの国旗が掲げられた。
その後、2014年3月17日にクリミア自治共和国がウクライナから独立しクリミア共和国の首都となった。そして翌日3月18日にはロシア領に編入され、ロシアの連邦構成管区クリミア共和国の首都となって今日に至る。
2014年クリミア連邦管区国勢調査によるとロシア人67.79%、ウクライナ人12.07%、クリミア・タタール人8.31%などの人口構成となっている。

## 気候
| シンフェロポリの気候                                                  | シンフェロポリの気候 | シンフェロポリの気候 | シンフェロポリの気候 | シンフェロポリの気候 | シンフェロポリの気候 | シンフェロポリの気候 | シンフェロポリの気候 | シンフェロポリの気候 | シンフェロポリの気候 | シンフェロポリの気候 | シンフェロポリの気候 | シンフェロポリの気候 | シンフェロポリの気候 |
| 月                                                                    | 1月                  | 2月                  | 3月                  | 4月                  | 5月                  | 6月                  | 7月                  | 8月                  | 9月                  | 10月                 | 11月                 | 12月                 | 年                   |
| --------------------------------------------------------------------- | -------------------- | -------------------- | -------------------- | -------------------- | -------------------- | -------------------- | -------------------- | -------------------- | -------------------- | -------------------- | -------------------- | -------------------- | -------------------- |
| 最高気温記録 °C （°F）                                                | 20.4 (68.7)          | 21.9 (71.4)          | 28.7 (83.7)          | 31.5 (88.7)          | 34.2 (93.6)          | 37.7 (99.9)          | 39.3 (102.7)         | 39.5 (103.1)         | 37.2 (99)            | 33.3 (91.9)          | 28.0 (82.4)          | 25.4 (77.7)          | 39.5 (103.1)         |
| 平均最高気温 °C （°F）                                                | 3.9 (39)             | 4.7 (40.5)           | 9.1 (48.4)           | 15.9 (60.6)          | 21.4 (70.5)          | 25.7 (78.3)          | 28.9 (84)            | 28.7 (83.7)          | 23.1 (73.6)          | 17.0 (62.6)          | 10.4 (50.7)          | 5.6 (42.1)           | 16.2 (61.2)          |
| 日平均気温 °C （°F）                                                  | 0.2 (32.4)           | 0.4 (32.7)           | 3.9 (39)             | 9.9 (49.8)           | 15.1 (59.2)          | 19.5 (67.1)          | 22.3 (72.1)          | 22.0 (71.6)          | 16.9 (62.4)          | 11.3 (52.3)          | 5.8 (42.4)           | 2.0 (35.6)           | 10.8 (51.4)          |
| 平均最低気温 °C （°F）                                                | −2.9 (26.8)          | −3.2 (26.2)          | −0.3 (31.5)          | 4.8 (40.6)           | 9.5 (49.1)           | 13.9 (57)            | 16.5 (61.7)          | 16.1 (61)            | 11.2 (52.2)          | 6.8 (44.2)           | 2.2 (36)             | −1.1 (30)            | 6.2 (43.2)           |
| 最低気温記録 °C （°F）                                                | −26.0 (−14.8)        | −30.3 (−22.5)        | −18.4 (−1.1)         | −11.1 (12)           | −8.4 (16.9)          | 0.7 (33.3)           | 3.6 (38.5)           | 3.8 (38.8)           | −5.1 (22.8)          | −11.4 (11.5)         | −21.7 (−7.1)         | −23.2 (−9.8)         | −30.3 (−22.5)        |
| 降水量 mm （inch）                                                    | 39 (1.54)            | 36 (1.42)            | 37 (1.46)            | 34 (1.34)            | 34 (1.34)            | 58 (2.28)            | 47 (1.85)            | 52 (2.05)            | 42 (1.65)            | 42 (1.65)            | 49 (1.93)            | 45 (1.77)            | 515 (20.28)          |
| 平均降雨日数                                                          | 12                   | 11                   | 11                   | 11                   | 10                   | 11                   | 8                    | 7                    | 10                   | 11                   | 13                   | 14                   | 129                  |
| 平均降雪日数                                                          | 11                   | 11                   | 7                    | 1                    | 0                    | 0                    | 0                    | 0                    | 0                    | 1                    | 4                    | 9                    | 44                   |
| % 湿度                                                                | 85                   | 81                   | 76                   | 69                   | 68                   | 67                   | 63                   | 63                   | 69                   | 76                   | 82                   | 84                   | 74                   |
| 平均月間日照時間                                                      | 86.8                 | 101.7                | 164.3                | 210.0                | 282.1                | 315.0                | 341.0                | 316.2                | 261.0                | 204.6                | 114.0                | 74.4                 | 2,471.1              |
| 出典：Pogoda.ru.net, Hong Kong Observatory for data of sunshine hours |                      |                      |                      |                      |                      |                      |                      |                      |                      |                      |                      |                      |                      |

## 産業
自動車、食品等の製造業が盛んである。市内に拠点をもつ企業は約70社を数える。

## 交通

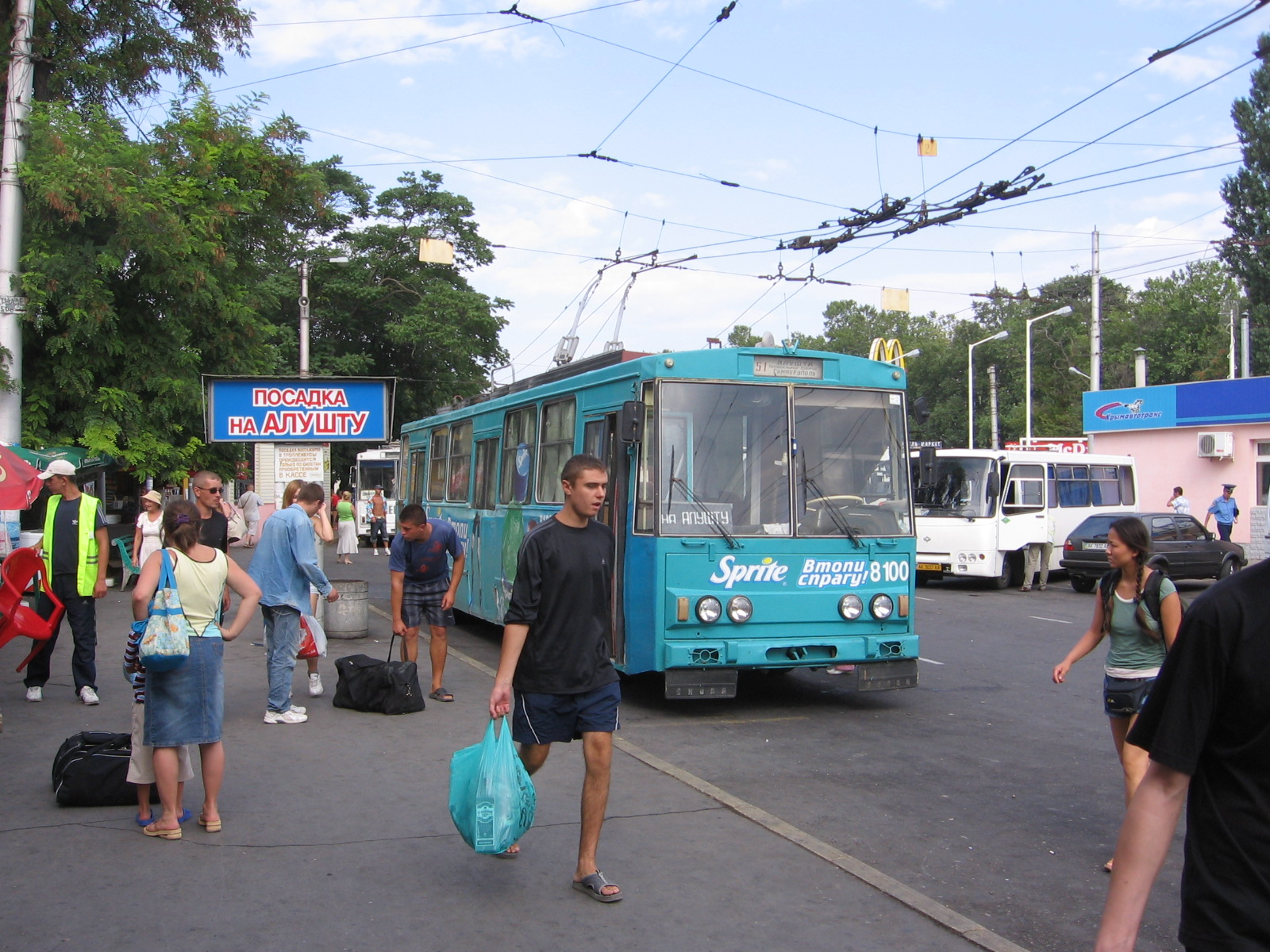
シンフェロポリとヤルタを結ぶトロリーバス

シンフェロポリは、鉄道駅、バスターミナルやシンフェローポリ国際空港、シンフェローポリ・ザヴォーツィケ空港をもち、クリミア半島の交通の要衝となっている。また、シンフェロポリとヤルタ間の約86kmを結ぶトロリーバス（en: Crimean Trolleybus）は世界で最も長いトロリーバス路線として知られている。

## 教育
高等教育機関は、タヴリダ国立大学をはじめ、農学、医学、生態学、工学、教育学の各大学が設置されている。また市内に12の中等学校、37の職業学校が設置されており、鉱物資源学研究所、国立科学アカデミーの考古学、東洋学研究所のクリミア支部、気象観測センター、地震観測所、「クリミア設計」「黒海天然ガス設計」といった設計事務所が設置されている。

## 名所

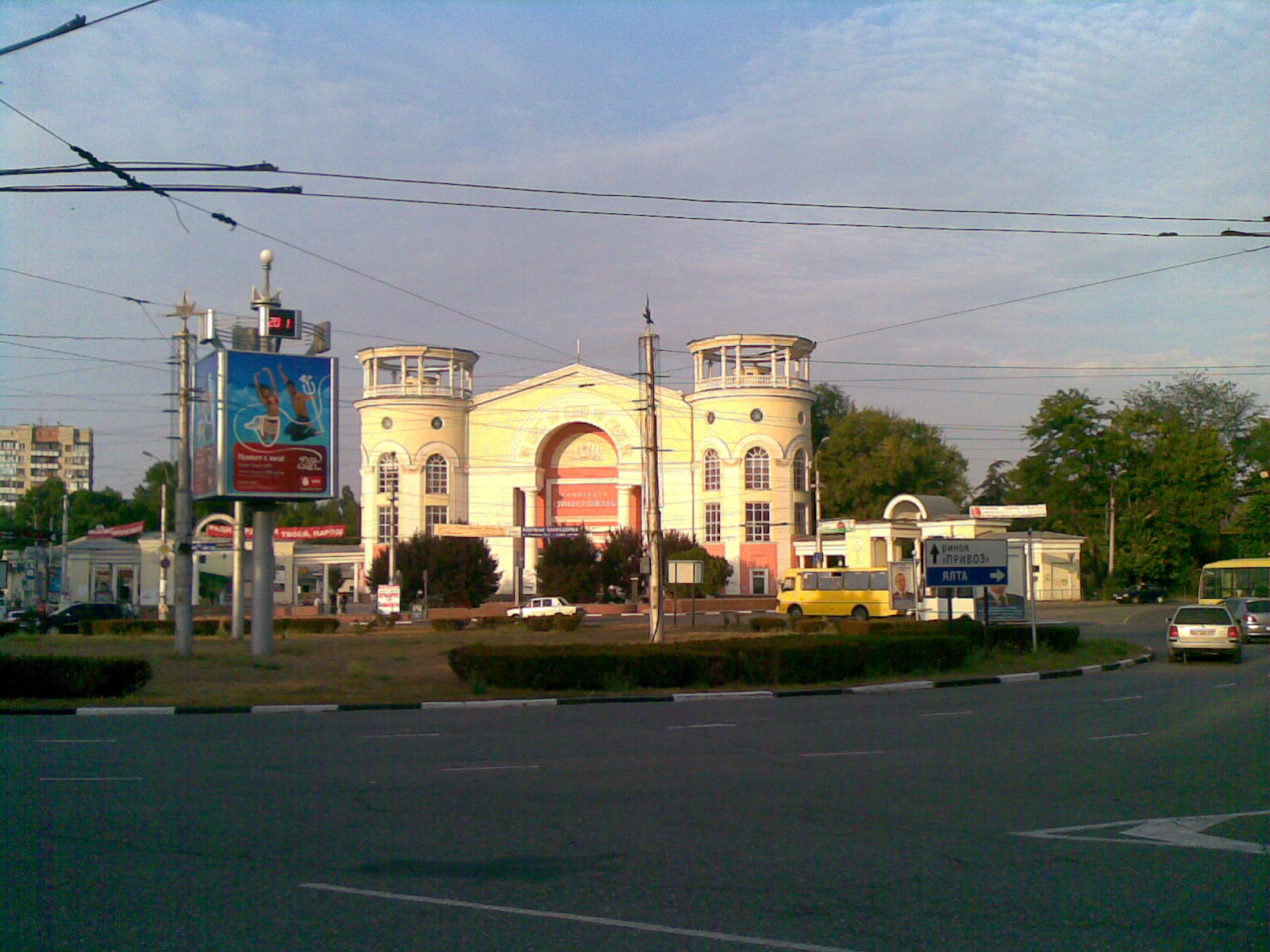
市の中心部

市内の名所は、大祖国戦争英雄像、芸術家記念像、クリミア・タタール人の民族離散記念碑が挙げられる。また、クリミアの県知事を務めたミハイル・セミョーノヴィッチ・ヴォロンツォフ（en:Mikhail Semyonovich Vorontsov）の宮殿や、1508年に創建されたイスラーム寺院（ケビール・ジャーミー）も有名な旧跡である。市の郊外にはスキタイ人の遺跡（en:Scythian Neapolis）も存在する。

## 姉妹都市
- セイラム、アメリカ合衆国 1986年
- ハイデルベルク、ドイツ 1991年
- ケチケメート、ハンガリー 2006年
- エスキシェヒール、トルコ 2007年
- イルクーツク、ロシア 2008年
- モスクワ、ロシア 2008年
- ノヴォチェルカッスク、ロシア 2008年
- オムスク、ロシア 2008年
- ルセ、ブルガリア 2008年